# Haroldo Domingues
Haroldo Pires Domingues (Rio de Janeiro, 18 de março de 1896 — Rio de Janeiro, 13 de setembro de 1955), foi um futebolista, que atuou como atacante, e técnico de futebol brasileiro.

## Carreira

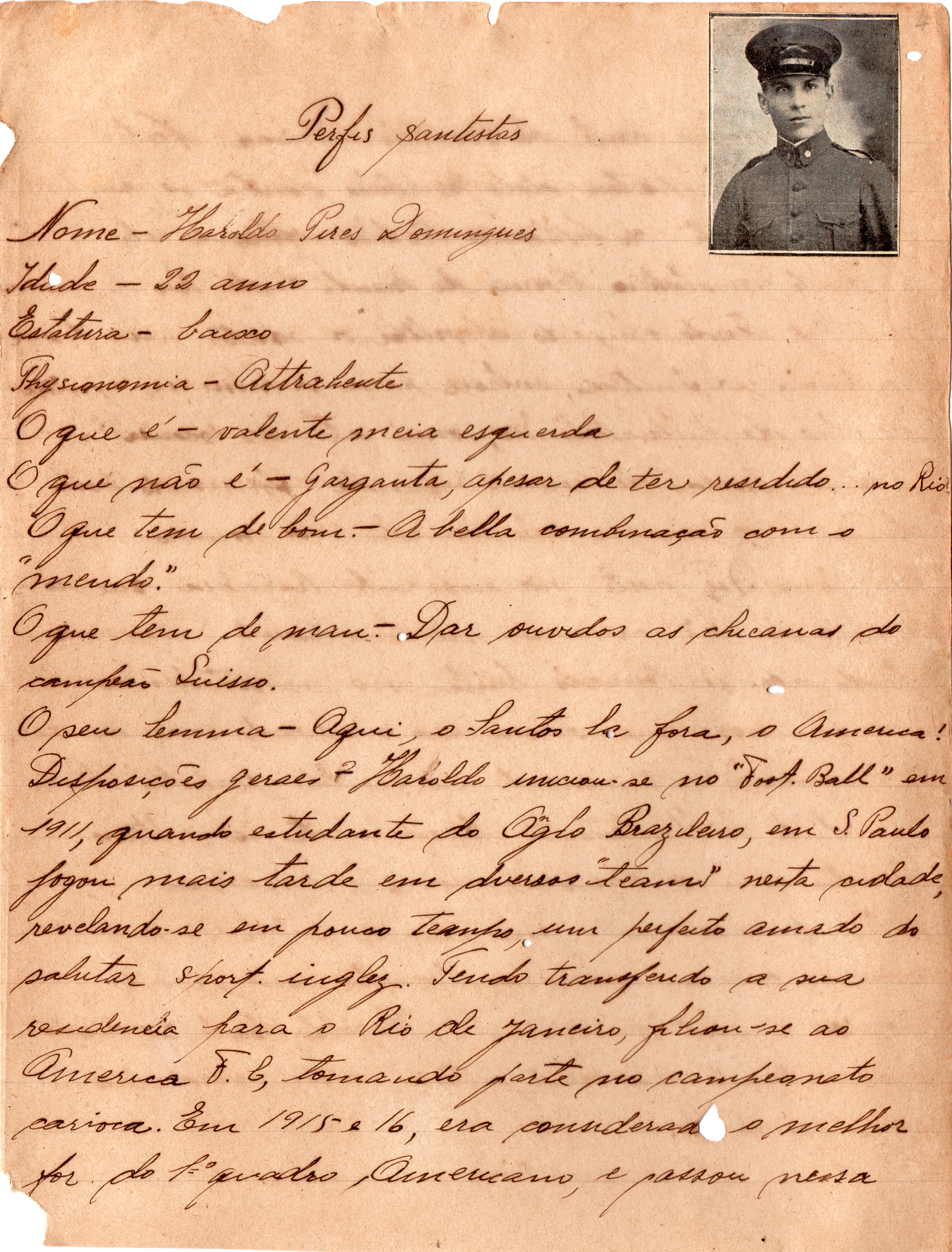
"Perfis Santistas" de Haroldo Pires Domingues, cerca de 1918

Segundo um documento, produzido por volta de 1918, Haroldo iniciou a jogar futebol em São Paulo, no Anglo Brazileiro, no ano de 1911. Jogou em muitas equipes, inclusive no Santos, em 1912. Time em que foi campeão Santista em 1913 pelo time B do clube.
Em 1915, mudou-se para o Rio de Janeiro. Ali, afiliou-se ao América-RJ, onde foi campeão carioca de 1916. Entre 1915 e 1916, foi considerado o melhor atacante do time e chegou à Seleção Carioca.
Em 1917, retorna ao Santos, jogando na posição de meia esquerda, onde permaneceu até 1921.
Em 1927, retornou para disputar sua ultima temporada pelo Santos. Em toda a sua passagem pelo clube da Vila Belmiro, atuou em 74 partidas e marcou 56 gols.

## Seleção Brasileira
Defendeu também a Seleção Brasileira, fazendo parte da "embaixada brasileira" no Campeonato Sul-Americano de Futebol de 1917. Em 12 de outubro de 1917, na goleada por 5–0 contra o Chile partida válida por esta Copa América, Haroldo se tornou o primeiro jogador a marcar mais de um gol em uma mesma partida pela Seleção Brasileira, no estádio Parque Central, em Montevidéu. Haroldo era então jogador do Santos.
Haroldo também estava na equipe campeã em 1919. 
Pela Seleção, fez quatro jogos e marcou três gols.

## Morte
Morreu em 13 de setembro de 1955, de causas desconhecidas.

## Títulos
Santos FC
- Campeonato Santista: 1913[4]

América-RJ
- Campeonato Carioca: 1916

Seleção Brasileira
- Campeonato Sul-Americano de Futebol: 1919